# Flammarion's houtgravure

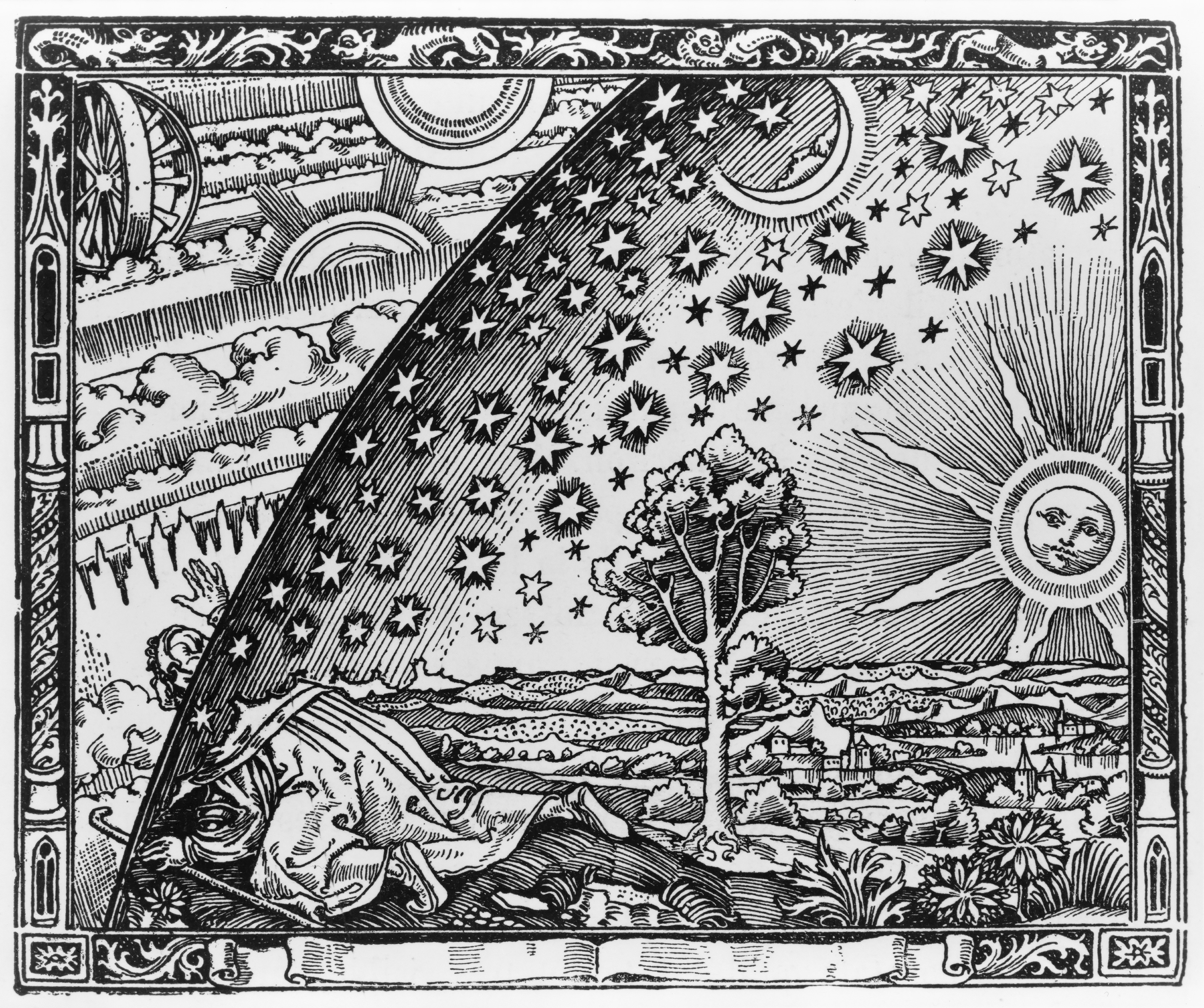
De gravure.

De houtgravure van Flammarion is een houtgravure die is vervaardigd door een onbekende kunstenaar. Hij heeft deze naam gekregen omdat hij voor het eerst verscheen in het boek L'atmosphère: météorologie populaire uit 1888 van de Franse astronoom Camille Flammarion, in het hoofdstuk La forme du ciel ('De vorm van de hemel').
De tekst onder deze afbeelding luidt: Un missionaire de moyen âge raconte qu'il avait trouvé le point où le ciel et la terre se touchent... ('Een missionaris uit de middeleeuwen vertelt dat hij de plek heeft gevonden waar de hemel en de aarde elkaar raken...').

## Beschrijving
De gravure beeldt een knielende man uit die in een lang gewaad gekleed is en in zijn linkerhand een staf draagt, en die zich bevindt op de rand van de aarde, waar deze het hemelgewelf raakt. Hij steekt zijn hoofd, schouders en rechterarm door de met sterren getooide hemelboog heen en ziet daarachter een fantastische wereld van wolken, vuren en zonnen. Een van de elementen vertoont een sterke gelijkenis met de 'ofanim': een 'wiel in een wiel' zoals dat beschreven is in een visioen van de profeet Ezechiël uit de Hebreeuwse Bijbel.

## Auteur
De auteur van deze gravure is onbekend; ze is niet gesigneerd. In 1957 beweerde de astronoom Ernst Zinner dat de afbeelding zou dateren uit de Duitse renaissance, maar hij slaagde er niet in om een oudere versie te vinden dan een uit 1906. Nader onderzoek onthulde dat het werk een samenstelling is van afbeeldingen die kenmerkend zijn voor verschillende perioden, en dat het is gegraveerd met een burijn, een stuk gereedschap dat pas sinds de late 18e eeuw wordt gebruikt. Uiteindelijk werd door verschillende onderzoekers vastgesteld dat de afbeelding afkomstig moet zijn uit Flammarion's boek. Dit vermoeden wordt nog versterkt doordat bijbehorende tekst, maar dan zònder deze illustratie, al in 1872 was verschenen in Flammarion's – overigens wel uitvoerig geïllustreerde – boek L'atmosphère: description des grands phénomènes de la Nature. Als de auteur de afbeelding in 1872 al had gekend, dan zou hij deze hoogstwaarschijnlijk toen al in dat boek hebben opgenomen. Dat doet vermoeden dat de tekening speciaal voor het boek uit 1888 werd vervaardigd.
Flammarion was als twaalfjarige in de leer geweest bij een graveur in Parijs, en men neemt aan dat veel van de tekeningen in zijn boek van zijn eigen hand zijn, of onder zijn supervisie door een ander werden gemaakt. Daarom is aannemelijk dat Flammarion de tekening zelf heeft ontworpen of gemaakt, hoewel daarvoor het bewijs ontbreekt. Bij geen enkele illustratie uit het boek wordt een auteur vermeld.

## Context in Flammarion's boek
In Flammarion's L'atmosphère: météorologie populaire heeft de illustratie betrekking op de tekst op de tegenovergelegen pagina (p. 162): "Een naïeve missionaris uit de Middeleeuwen vertelt ons dat, in een van zijn reizen op zoek naar het aards paradijs, hij de horizon bereikte waar de aarde en de hemel elkaar raken, en dat hij een plek ontdekte waar ze niet aan elkaar vast zaten, en waar hij onder de hemel door kon bukken..."